# معسكر فوينو
معسكر فوينو كان معسكر اعتقال أنشأه مجلس الدفاع الكرواتي من يونيو 1993 إلى مارس 1994 لاحتجاز عشرات الآلاف من البوسنيين في بلدية موستار. تعرض البوشناق في المعسكر للقتل وسوء المعاملة والاغتصاب والاعتقال والقتل.

## المعسكر
كانت الظروف في معسكر فوينو قاسية وغير صحية مع الاكتظاظ وعدم كفاية الغذاء والماء وسوء التهوية وعدم كفاية الأسرة وعدم كفاية مرافق الصرف الصحي.
اعتدى مجلس الدفاع الكرواتي جسديا وعقليا على الرجال البوسنيين المحتجزين في معسكر فوينو على أساس يومي. قتلت قوات الجمهورية الكرواتية في البوسنة والهرسك / مجلس الدفاع الكرواتي ما لا يقل عن ثلاثة عشر رجل من البوشناق أثناء احتجازهم في معسكر فوينو وجرحوا كثيرين آخرين. قامت قوات مجلس الدفاع الكرواتي بشكل روتيني بضرب الرجال البوسنيين بالقبضات والقدمين والهراوات المطاطية والأشياء الخشبية المختلفة. تعرض الرجال البوسنيون للصعق بالصدمات الكهربائية وكثيرا ما أُجبروا على ضرب بعضهم البعض ولسوء المعاملة والإذلال. أُجبر معتقلو البوشناق على مشاهدة الإعدام بإجراءات موجزة لمعتقلين آخرين. تعرض المعتقلون في كثير من الأحيان لسوء المعاملة بشكل خاص انتقاما للنجاحات العسكرية لجيش جمهورية البوسنة والهرسك.
تم استخدام الرجال البوسنيين المحتجزين في معسكر فوينو إلى جانب الرجال البوشناق المحتجزين في هليودروم (الذين تم إرسالهم غالبا إلى معسكر فوينو لمدة سبعة أيام) في أعمال السخرة في منطقة فوينو. شمل العمل القسري بناء التحصينات العسكرية وحفر الخنادق وحمل الذخيرة لجنود مجلس الدفاع الكرواتي واستعادة جنود مجلس الدفاع الكرواتي القتلى والمصابين غالبا على طول خط المواجهة وفي خضم ظروف القتال. تعرض الرجال البوسنيون المنخرطون في مثل هذه الأعمال بشكل منتظم لقذائف الهاون والقناصة وغيرها من نيران الأسلحة الصغيرة وقتل أو جرح ما لا يقل عن تسعة وثلاثين رجل من البوشناق.
احتجز مجلس الدفاع الكرواتي حوالي خمسين امرأة وفتاة من البوسنيين المدنيين (مع أطفالهم الصغار) في معسكر فوينو في الفترة من يونيو إلى ديسمبر تقريبا. التمييز بين المعتقلين العسكريين والمدنيين. كما لم ينص مجلس الدفاع الكرواتي على إطلاق سراح المدنيين أو نقلهم إلى مكان آمن.
اغتصب جنود مجلس الدفاع الكرواتي مرارا وتكرارا ما يقرب من خمسين امرأة وفتاة من البوسنيين المدنيين المحتجزين في معسكر فوينو. غالبا ما كانت حوادث الاعتداء الجنسي سابقة أو مصحوبة بضرب أو تهديدات بأن عدم الامتثال سيؤدي إلى قتل طفل المرأة (أو الأطفال).
تعرض الأطفال البوسنيون المحتجزون في معسكر فوينو بانتظام للمعاملة القاسية والجوع والانفصال عن أمهاتهم مما أدى إلى معاناة جسدية وصدمات لهؤلاء وبعض الضحايا الأصغر سنا من اضطهاد وتطهير الجمهورية الكرواتية في البوسنة والهرسك / مجلس الدفاع الكرواتي.

## التطورات الأخيرة
أدين ماركو راديتش ودراغان شونييتش ودامير بريكالو وميركو فراتسيفيتش بتهمة المشاركة كأعضاء في مجلس الدفاع الكرواتي في أعمال القتل وسوء المعاملة والاغتصاب والاحتجاز والقتل بحق البوشناق المحتجزين. حكمت محكمة الدولة البوسنية على ماركو راديتش بالسجن 25 عام ودراغان زونييتش بالسجن 21 عام ودامير بريكالو بـ 20 عام وميركو فراتسيفيتش بـ 14 عام. وخُففت الأحكام الصادرة بحقهم في حكم من الدرجة الثانية إلى 21 و 16 و 20 و 12 سنة على التوالي.
كبار القادة الباقين على قيد الحياة يادرانكو برليتش وبرونو ستوييتش وسلوبودان برالياك وميليفوي بيتكوفيتش وفالنتين كوريتش وبيريسلاف بوشيتش اتُهموا بارتكاب جرائم ضد الإنسانية وخروقات جسيمة لاتفاقيات جنيف وانتهاكات لقوانين الحرب.